# Польська математична школа

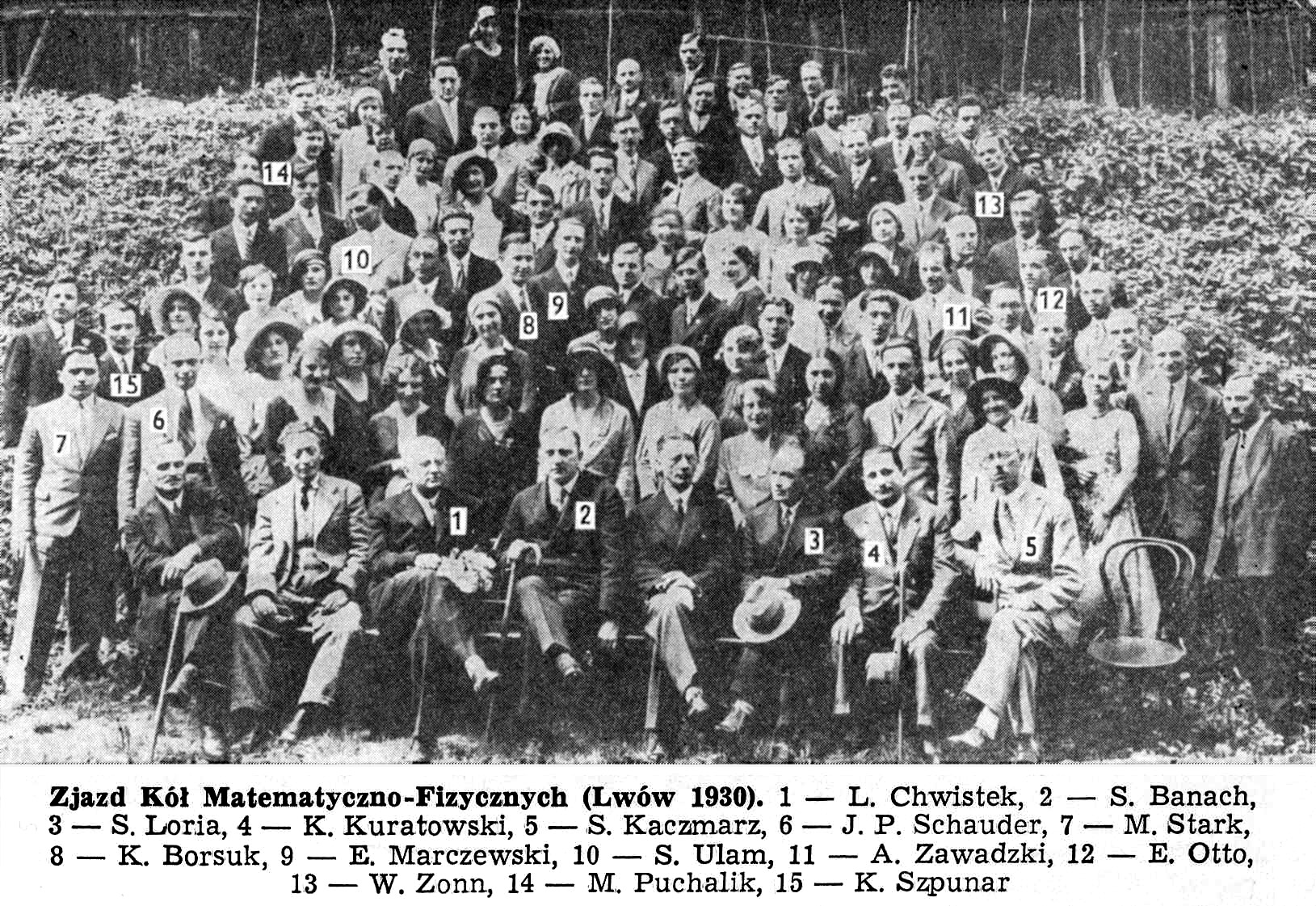
Львівські математики 1930

Польська математична школа (пол. Polska szkoła matematyczna) — назва груп математиків, що працювали у Польщі міжвоєнного періоду 1920-х та 1930-х років.

## Історія
Математики були зосереджені у трьох центрах:
- Львівська математична школа, що займалась функціональним аналізом
- Варшавська математична школа, що займалась теорією множин, логікою, топологією
- Краківська математична школа, що займалась диференціальними рівняннями, диференціальною геометрією

Серед них найвідомішщими математиками були Стефан Банах, Станіслав Улям, Вацлав Серпінський, Герман Авербах, Марк Кац, Шаудер Юлій Павло, Гуґо Штайнгауз, Станіслав Мазур, Стефан Качмарж, Янішевський Зиґмунт, Казимир Куратовський, Альфред Тарський,